# Sloboda (Siedlungstyp)

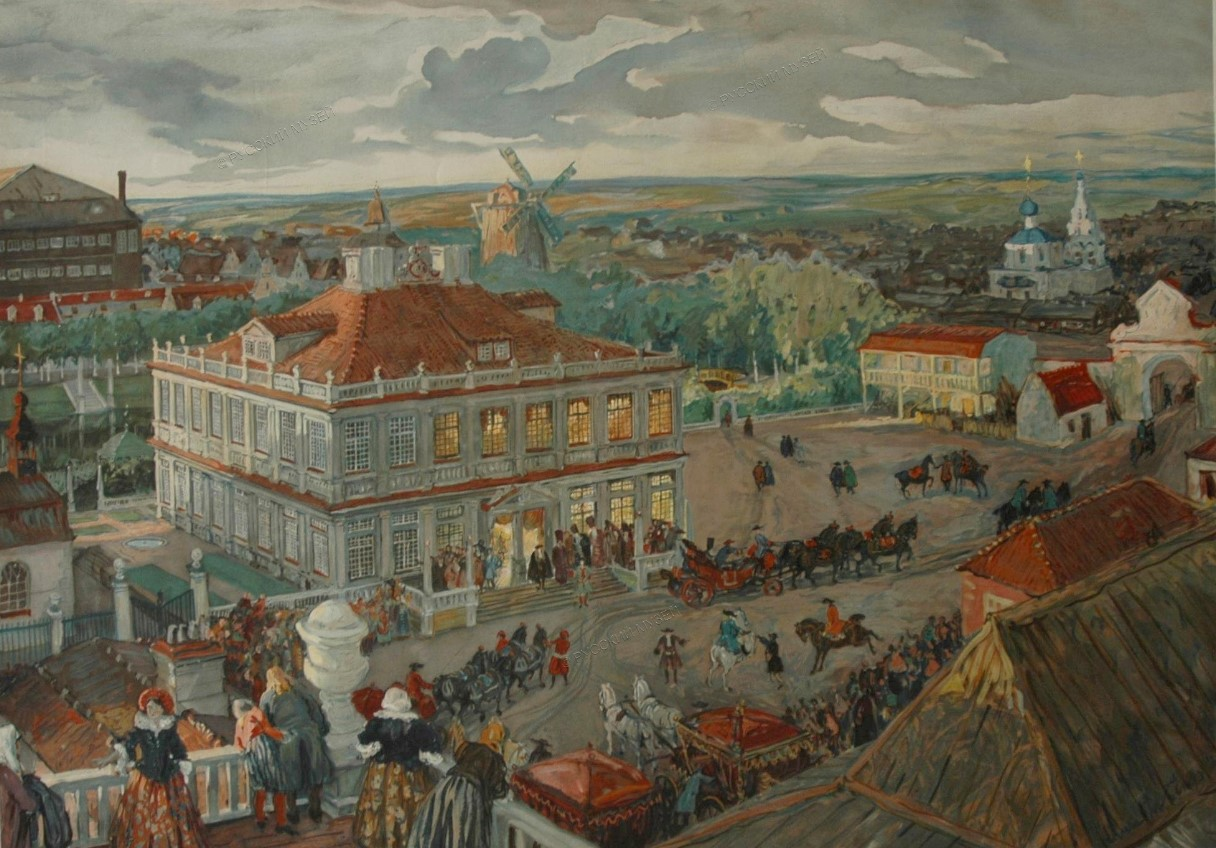
Deutsche Sloboda im Moskau des 17. Jahrhunderts

Sloboda (nach ukrainisch und russisch слобода/sloboda = „Freiheit“ im Sinne von „freie Siedlung“; Plural slobody, deutsch auch Sloboden/Slobodas) bezeichnet eine bäuerliche Siedlung im mittelalterlichen Russland, die sich räumlich im Umkreis einer Stadt bildete und in der die Einwohner von Frondienst befreit waren, beziehungsweise in der sich nur Freibauern ansiedeln durften.

## Geschichte Russlands
Die Slobodas entstanden ab dem 13. Jahrhundert als ausgegliederte Bezirke im Sinne von Freisiedlungen.
Diese Siedlungen wurden zur Kultivierung neuen Landes im Auftrag des Fürsten oder des Grundherrn, beispielsweise von Klöstern, oder auf Eigeninitiative einer Gruppe von Neusiedlern errichtet. Die Slobodas hatten Privilegien gerichtlicher und administrativer Art und waren befristet von Steuern freigestellt.
Der Höhepunkt der Sloboda war im 15. Jahrhundert erreicht. Im Zarentum Russland des 16. und 17. Jahrhunderts veränderte sich der Charakter der Slobodas. Sie waren nicht mehr ein privilegierte bäuerliche Siedlungen, sondern vorwiegend stadtnahe gewerbliche oder berufsständische Gemeinden, die zu den unter- oder vorstädtischen Siedlungen (Possad) gehörten, aber nicht deren Steuerpflicht unterworfen waren. Die Bewohner der Sloboda trieben Handel, Handwerk und sonstige Gewerbe wie die Bewohner der Unterstadt, waren aber diesen gegenüber steuerlich begünstigt und daher im Wettbewerbsvorteil. In einer Sloboda waren meist Angehörige eines Berufszweiges zusammengeschlossen, die entweder auf steuerfreiem Grundherrenland (der Kirche und Klöster) siedelten oder speziell für Staat und Zarenhof produzierten und Dienste leisteten.

## Geschichte Ukraine
In der Ukraine wird der Begriff Sloboda mit Dörfern assoziiert, die von Kosaken bewohnt werden, die zuvor in Regimenten in der Kleinen Rus organisiert waren. Diese Regimenter waren frei von allen Steuern. In der Rechtsufrigen Ukraine lockten polnische Gutsbesitzer Ukrainer mit dem Versprechen hinter dem Dnepr, ihnen Vorteile und Befreiung von allen Abgaben und Steuern zu gewähren. Zeitgleich wanderten Ukrainer aus der  Linksufrigen Ukraine seit Beginn des 17. Jahrhunderts aus der Unterdrückung Polens in das Zarentum Russland aus. Die Russische Regierung siedelte sie an der Belgorod Verteidigungslinie an der südlichen Grenze an. Dies diente der Schaffung von Sloboda-Ukraine. Es gibt immer noch Hinweise auf Siedlungen in der Süd-Ost-Ukraine, so in der Bachmuter Provinz und an den Ufern des Siwerskyj Donez und des Luhan.